# Alvin Straight
Alvin Ray Straight (urodzony 17 X 1920 r. w Scobey w Montanie – zmarł 9 XI 1996 r.) – mieszkaniec Laurens w Iowa. Zasłynął z przebycia 240 mil (ok. 390 km) kosiarką firmy John Deere z 1966 r. w celu spotkania mieszkającego w Blue River w Wisconsin osiemdziesięcioletniego brata, Henry’ego Straighta, który niedługo przed podróżą krewnego dostał ataku apopleksji.

## Życie
W czasie II wojny światowej służył w United States Army, pełniąc funkcję żołnierza zawodowego w stopniu Private First Class; walczył w wojnie koreańskiej. W 1973 r. mężczyzna przeprowadził się ze swoją żoną, Frances oraz ich potomstwem do Lake View w Iowa, gdzie pracował jako robotnik. Miał pięciu synów i dwie córki.

## Podróż
Siedemdziesięciotrzyletni wówczas Alvin rozpoczął ekspedycję latem 1994 r. Ze względu na małą prędkość maksymalną pojazdu (5 mil na godzinę – ok. 8 km/h), zajęła ona 6 tygodni. Straight uznał koszącą przydomowy trawnik maszynę za jedyny dostępny dla niego środek transportu, ponieważ jego problemy ze wzrokiem uniemożliwiały wyrobienie prawa jazdy. Wyruszywszy na początku lipca, w połowie sierpnia starzec przybył do domu chorego, holując załadowaną benzyną, wyposażeniem turystycznym, ubraniami i jedzeniem przyczepę. Po tej wizycie odzyskawszy siły, Henry wrócił do Iowa, by być bliżej rodziny.

## Śmierć
Dziewiątego października 1996 roku zmarł z powodu choroby serca. Procesji pogrzebowej do Ida Grove Cemetery towarzyszyła kosiarka podobna do wykorzystanego przez niego w wyprawie, dzięki której zyskał rozgłos dla tego urządzenia.

## Film
Historię weterana zekranizowano w wyreżyserowanym przez Davida Lyncha filmie pt. „Prosta historia”. W jego postać wcielił się nominowany za tę rolę do Oscara Richard Farnsworth.